# Michel Bastos
Michel Fernandes Bastos (ur. 2 sierpnia 1983 w Pelotas) – piłkarz brazylijski grający na pozycji lewego obrońcy lub pomocnika.

## Życiorys

### Kariera klubowa

#### Wczesne lata
Bastos pochodzi ze stanu Rio Grande de Sul. Karierę piłkarską rozpoczął w klubie z rodzinnej miejscowości, noszącym nazwę Esporte Clube Pelotas. W latach 2001/2002 występował w pierwszym zespole, a następnie wyjechał do Europy. Został zawodnikiem holenderskiego Feyenoordu, jednak nie przebił się do pierwszego składu i został wypożyczony do filialnego klubu Feyenoordu, Excelsioru Rotterdam. Tam był podstawowym zawodnikiem, jednak na koniec sezonu 2002/2003 spadł z Excelsiorem z Eredivisie do Eerstedivisie.

#### Powrót do Brazylii
W 2003 roku Bastos powrócił do Brazylii i został zawodnikiem klubu Clube Athletico Paranaense z Kurytyby. W nim grał przez jeden sezon, jednak zaliczył tylko 10 spotkań w lidze brazylijskiej i w 2004 roku odszedł do Grêmio Porto Alegre. W Grêmio Michel także grał jeden rok, a na początku 2005 trafił do Figueirense, dla którego zdobył 10 goli w całym sezonie.

#### Lille
Latem 2006 roku Bastos przeszedł za 3 miliony euro do francuskiego Lille OSC. W Ligue 1 zadebiutował 5 sierpnia w wygranym 2:1 wyjazdowym spotkaniu ze Stade Rennes. Szybko zadomowił się w wyjściowej jedenastce drużyny z regionu Nord-Pas-de-Calais. Jako podopieczny Claude'a Puela brał udział w fazie grupowej Ligi Mistrzów. Niezwykle udana była dla niego runda jesienna sezonu 2008/2009 - był bowiem najskuteczniejszym snajperem LOSC, z dziesięcioma bramkami na koncie.

#### Olympique Lyon
15 lipca porozumiał się z Olympiquem Lyon podpisując 4 letni kontrakt. 12 września strzelił zwycięską bramkę w wygranym 1:0 meczu ligowym przeciwko FC Lorient.
W sezonie 2011/2012 wygrał z Lyonem Puchar Francji wygrywając w finale z trzecioligowym Quevilly 1-0. Do siatki trafił Lisandro Lopez.

#### Wypożyczenie do Schalke 04
W styczniu 2013 roku trafił do FC Schalke 04 na zasadzie 1,5 rocznego wypożyczenia.

#### Al-Ain FC
1 sierpnia 2013 podpisał kontrakt z Al-Ain FC, kwota odstępnego 4 mln euro.

#### Wypożyczenie do AS Roma
20 stycznia 2014 został wypożyczony do włoskiego klubu AS Roma, opłata za wypożyczenie 1,1 mln euro; umowa do 30 czerwca 2014.

#### São Paulo FC
13 sierpnia 2013 podpisał kontrakt z São Paulo FC, umowa do grudnia 2017, lecz na mocy porozumienia 28 grudnia 2016 kontrakt uległ końcowi.

#### SE Palmeiras
1 stycznia 2017 podpisał kontrakt z SE Palmeiras, umowa do 31 grudnia 2018.  

#### Wypożyczenie do Sport Club do Recife
28 kwietnia 2018 został wypożyczony do Sport Club do Recife, umowa do 31 grudnia 2018.

#### América FC
24 maja 2019 podpisał kontrakt z América FC, umowa do 16 września 2019. 

### Kariera reprezentacyjna
W reprezentacji Brazylii Bastos zadebiutował 14 listopada 2009 w wygranym 1:0 towarzyskim meczu z Anglią.

## Statystyki

### Klubowe
| Sezon   | Klub                 | Kraj     | Rozgrywki  | Mecze | Bramki | Rozgrywki Europy   | Mecze | Bramki |
| ------- | -------------------- | -------- | ---------- | ----- | ------ | ------------------ | ----- | ------ |
| 2001/02 | Feyenoord            | Holandia | Eredivisie | 0     | 0      | -                  | -     | -      |
| 2002/03 | E.Rotterdam (wyp.)   | Holandia | Eredivisie | 28    | 0      | -                  | -     | -      |
| 2003    | Athletico Paranaense | Brazylia | Serie A    | 10    | 0      | -                  | -     | -      |
| 2004    | Grêmio Porto Alegre  | Brazylia | Serie A    | 19    | 4      | -                  | -     | -      |
| 2005    | Figueirense          | Brazylia | Serie A    | 34    | 10     | -                  | -     | -      |
| 2006    | Athletico Paranaense | Brazylia | Serie A    | 0     | 0      | -                  | -     | -      |
| 2006/07 | Lille OSC            | Francja  | Ligue 1    | 25    | 3      | Liga Mistrzów UEFA | 5     | 1      |
| 2007/08 | Lille OSC            | Francja  | Ligue 1    | 35    | 8      | -                  | -     | -      |
| 2008/09 | Lille OSC            | Francja  | Ligue 1    | 37    | 14     | -                  | -     | -      |
| 2009/10 | Olympique Lyon       | Francja  | Ligue 1    | 32    | 10     | Liga Mistrzów UEFA | 11    | 3      |
| 2010/11 | Olympique Lyon       | Francja  | Ligue 1    | 28    | 5      | Liga Mistrzów UEFA | 7     | 3      |
| 2011/12 | Olympique Lyon       | Francja  | Ligue 1    | 26    | 6      | Liga Mistrzów UEFA | 6     | 0      |
| 2012/13 | Olympique Lyon       | Francja  | Ligue 1    | 12    | 5      | Liga Europy UEFA   | 1     | 0      |

Stan na: 19 stycznia 2013

## Sukcesy

### Klubowe
Olympique Lyon
- Zdobywca Pucharu Francji: 2011–12
- Zdobywca Superpucharu Francji: 2012
- Uczestnik Ligi Mistrzów: 2013

### Reprezentacyjne
Brazylia
- Uczestnik Mistrzostw Świata: 2010